# جيمس ويلكس
جيمس ويلكس (بالإنجليزية: James Wilks) هو فنان قتال مختلط بريطاني، ولد في 5 أبريل 1978 في ليسترشير في المملكة المتحدة.

## وصلات خارجية
- جيمس ويلكس على موقع IMDb (الإنجليزية)
- جيمس ويلكس على موقع قاعدة بيانات الفيلم (الإنجليزية)

- الموقع الرسمي
- جيمس ويلكس على موقع شيردوغ (الإنجليزية)